# Tinissa classeyi
Tinissa classeyi är en fjärilsart som beskrevs av Robinson 1981. Tinissa classeyi ingår i släktet Tinissa och familjen äkta malar.
Artens utbredningsområde är Sabah. Inga underarter finns listade i Catalogue of Life.